# Pashtunere
Pashtunere (også pushtun, pashton, pakhtun, pasjtun, persisk: afghanere eller hindi: pathan) er en indo-iransk etnisk gruppe i Afghanistan og Pakistan. Pashtunere taler pashto. Omkring 30
-35 % af Afghanistans indbyggere og 15 % af Pakistans taler pashto. Nogle pashtunere ønsker et Pashtunistan.
Den samlede befolkning af Pashtuns i verden er ca. 50 millioner.